# Покољ у Сурдулици
Масакр у Сурдулици је масовно убиство српских мушкараца од стране бугарских окупационих власти у граду Сурдулици на југу Србије 1916. и почетком 1917. године, током Првог светског рата. Припадници српске интелигенције у региону, углавном функционери, учитељи, свештеници и бивши војници , задржани су од стране бугарских снага — наводно да би били депортовани у бугарску престоницу Софију — пре него што су одведени у шуме око Сурдулице и убијени. Процењује се да су Бугари у граду и околини погубили 2.000–3.000 српских мушкараца. Сведоке масакра интервјуисао је амерички писац Вилијам А. Дрејтон у децембру 1918. и јануару 1919. године.

## Позадина
Аустроугарска је објавила рат Србији 28. јула, чиме је почео Први светски рат. Србију су окупирале удружене немачке и аустроугарске снаге 7. октобра 1915. Краљевина Бугарска је 14. октобра објавила рат Србији и извршила инвазију на земљу са истока. Српска војска је била принуђена на повлачење кроз Албанију. Србија је била подељена између Аустроугара, Немаца и Бугара. Бугарска окупациона зона налазила се на простору између градова Скопља и Ниша, који је био мета бугарског национализма.
Буггарске окупационе власти извршиле су депортацију одраслих мушкараца који нису Бугари. Бугарски војни гувернер окупираних српских територија наредио је 16. децембра 1916. да „сви мушкарци између 18 и 50 година који су служили у српској војсци, сви официри, бивши учитељи, свештеници, новинари, бивши намесници, војни функционери и сви осумњичени лица, треба ухапсити и интернирати“. Уследила су хапшења српских мушкараца.
У јануару–фебруару 1917. Бугари су почели да регрутују локалне Србе на служење војног рока и пронела се гласина да су савезници стигли до Скопља, па би Срби требало да дижу устанак. Одлука о овој побуни донета је и 21. фебруара избила је Топличка буна. Његове вође окупиле су неколико стотина побуњеника који су освојили Прокупље и Куршумлију. 12. марта отпочео је бугарски контранапад под командом Александра Протогерова уз учешће комитијских снага Унутрашње македонске револуционарне организације.
После вишедневних борби, Бугари су 14. марта ушли у Прокупље, а Аустроугари у Куршумлију.  У борбама је погинуло неколико хиљада људи, укључујући цивиле. У априлу 1917. године српски герилци су напали једну железничку станицу и 15. маја чете Косте Пећанца ушле су на стару бугарску границу и упали у град Босилеград, који је био насељен Бугарима, и спалио га. Затим се повукао на Косово, које су тада контролисали Аустроугари.

## Масакр
Под овим околностима многе српске мушкарце на окупираним територијама задржале су бугарске патроле, наводно да их одведу у бугарску престоницу Софију. Уместо тога, одведени су у шуме око града Сурдулице и убијени, како то описује историчар Андреј Митровић, „најбруталнијим методама“. 
Места на којима су вршени покољи била су под стражом, па Сурдуличани ни своје мртве нису могли да виде, а камоли да их пребројавају. Ископавања лешева и костију на локалитетима злочина, која је вршила Међународна комисија, у чијем саставу су били и такви експерти, као што су Швајцарац др. Арчибалд Рајс и Американац Вилијем Драјтон, нису дала потпуни увид у размере злочина. У Сурдулици су убијани људи из целе старе Србије.
Највише убистава је било на месту Дубока долина, али и на местима Калифер, Дубрава, дуж Врле реке и Романовачког потока.
Према истраживањима др. Јована Хаџи-Васиљевића: „у почетку су у Сурдулици убијали Бугари Србе из пушака, потом хладним оружјем, па онда кундацима и другим тупим оружјем.“
Тачан број убијених Срба у Сурдулици до данашњег дана није познат. До тачне цифре се може доћи анализом података из бугарске архиве тога времена. Др. Миливоје Петровић припремајући грађу за своју познату књигу „Топлички устанак“, учинио је више покушаја да дође до архивске грађе бугарске војне архиве из Првог светског рата, али му такав увид није дозвољен. Због тога, за нас је тај податак још увек тајна. Тачна цифра зверски побијених Срба од стране Бугара у Сурдулици налази се у распону од 3.000 до 30.000 људи, жена и деце.
Доктор Рајс у свом извештају на основу изјава само шест сведока из Сурдулице каже: „У Сурдулици је убијено од 2.000-3.000 људи из околине или су дотерани из даљих места. Сведоци нису могли да их преброје, било их је сувише.“
А др. Јован Хаџи-Васиљевић у једној својој књизи наводи да је бугарски војник Маринко говорио да су Бугари у Сурдулици само у току прва три месеца окупације убили „око 2.000 Срба разног пола и узраста“.
Бугарски окупатори су 1915-1918. Сурдулицу претворили у кланицу Српског народа. У том периоду Бугари су до Сурдулице спровели на хиљаде српских интернираца на путу за Бугарску. Од тог броја једва да је половина стигла у интернирске логоре у Бугарску. Остали су тај свој крвави пут завршили на сурдуличким мучилиштима.
Американац Вилијем Драјтон, у свом извештају међусавезничкој комисији за утврђивање бугарских злочина наводи:
„Сви Срби који су били образовани или виђенији међу својим суграђанима, били су похватани и спроведени у логоре у Бугарску. На путу за интернацију дотеривани су до Сурдулице… Цела околина овог места представља пространо гробље, па је оправдано названа „кланица Срба“, јер су Бугари на путу за Бугарску , током новембра, децембра, јануара, фебруара 1915-16 године овде свакодневно спроводили 200-400 Срба за интернацију, од којих су овде поубијали велики број…“
Одлучна битка за ослобођење Србије отпочела је на Солунском фронту 14. септембра 1918. године. Убрзо затим. после капитулације Бугарске, Сурдулица је ослобођена 6. октобра 1918. године. Уласком српске војске у Сурдулицу, одмах је покренута иницијатива и прикупљање новчаних за подизање Спомен-костурнице у Сурдулици и за прикупљање костију жртава бугарског покоља у околини Сурдулице ради њихове ексхумације и сахране. Тако је основан и одбор за подизање спомен-костурнице.
На дан 24. августа 1924. свечано је откривена Спомен-костурница и спомен-гимназија као јединствен споменик жртвама бугарских злочина извршених у Сурдулици 1915-18. године. Спомен костурницу је открио краљ Александар Карађорђевић а након тога сваке године 28. јуна, на Видовдан одржаване су свечаности уз присуство великог броја грађана, на којима су евоциране успомене на ове жртве бугарских злочина.
За време Другог светског рата, својим другим доласком у Сурдулицу, Бугари су одмах демолирали костурницу, уништили све експонате, а фебруара 1943.су срушили и саму зграду Костурнице, тако да данас на овом месту стоји само спомен-плоча која је подигнута касније.
Процењује се да су Бугари само у Сурдулици и околини погубили 2.000–3.000 српских мушкараца. Истовремено, бугарске војне власти су убиле и многе цивиле у Врању, Зајечару, Качанику и другим местима у том крају. Бугарски начелник врањског округа описао је стрељане људе као „убице, лопове и кољаче“ чији су „[злочини] били толики да би било потребно најмање десет година да се њихово зло поправи“.

## Последице
Бугарске власти су након масакра малтретирале и прогањале рођаке погубљених у Сурдулици и околини. Амерички писац по имену Вилијам А. Дрејтон посетио је Македонију и јужну Србију између децембра 1918. и јануара 1919. као део српске комисије која је истраживала бугарске ратне злочине у овим крајевима. Дрејтон је у свом дневнику забележио да је интервјуисао петнаестак очевидаца који су оптужили да су бугарске снаге депортовале Србе у Сурдулицу и тамо погубили део њих у складу са унапред одређеним списковима имена. Остали су, према речима сведока, заправо депортовани у Софију.